# 保原喜志夫
保原 喜志夫（ほばら きしお、1935年5月11日 - 2009年2月19日）は、日本の法学者。専門は、労働法・労災補償法・労働安全衛生法・産業医に関する研究。学位は、法学博士（東京大学・論文博士・1966年）。北海道大学名誉教授。宮城県出身。指導学生に加藤智章（北海道大学名誉教授）など。

## 略歴
- 仙台第二高等学校卒業
- 1959年3月 東北大学法学部卒業
- 1964年3月 東京大学大学院法学政治学研究科政治学専門課程博士課程単位取得退学（1966年修了）
- 1964年4月 東京大学法学部助手
- 1967年4月 北海道大学法学部助教授
- 1970年8月 北海道大学法学部教授
- 1977年4月 北海道大学大学院環境科学研究科教授兼任（1994年3月まで）
- 1986年12月 北海道大学法学部長（1987年12月まで）
- 1995年4月 北海道大学副学長（1997年3月まで）
- 1999年3月 北海道大学停年退官
- 1999年4月 北海道大学名誉教授 天使大学教授・同付属図書館長
- 2006年3月 天使大学定年退職
- 北海道労働審議会会長、北海道行政苦情救済推進会議座長等を歴任
- 2009年2月 病気のため逝去

## 主著
- 「労災認定の課題」（日本労働法学会編『21世紀の労働法』所収、有斐閣、2000年）
- 『産業医制度の研究』（編著、北海道大学図書刊行会、1998年）
- 『労災保険・安全衛生のすべて』（共著、有斐閣、1998年）
- 『労災民事損害賠償訴訟に関する調査研究』（共著、労働福祉共済会、1991年）
- 『論点再考労働法』（共著、有斐閣、1982年）

## 論文
- 保原喜志夫「通勤途上の災害(回顧と展望)」『日本労働法学会誌』第36号、日本労働法学会、1970年10月、147-150頁、ISSN 03860639、NAID 40003073927。
- 保原喜志夫「諸外国における整理解雇の規制 (整理解雇の法理)」『日本労働法学会誌』第55号、日本労働法学会、1980年5月、71-94頁、ISSN 03860639、NAID 40003074293。
- 保原喜志夫「フランスの労災補償-4-(世界の労災補償--生命の値段の国際水準)」『労働法学研究会報』第31巻第43号、総合労働研究所、1980年11月、27-38頁、ISSN 13425064、NAID 40003899495。
- 保原喜志夫「クロム肺がんと使用者の責任(クロム労災判決)」『ジュリスト』第758号、有斐閣、1982年2月、83-85頁、ISSN 04480791、NAID 40001753812。
- 保原喜志夫「整理解雇をめぐる判例の法理-7完-」『判例時報』第1108号、判例時報社、1984年5月、155-161頁、ISSN 04385888、NAID 40003198786。
- 保原喜志夫「オル-法とフランス労働法の新展開」『日本労働協会雑誌』第26巻第7号、日本労働協会、1984年7月、37-49頁、ISSN 00290378、NAID 40003073125。
- 保原喜志夫「労災における国の監督責任--植田マンガン事件大阪高裁判決(時の問題)」『ジュリスト』第860号、有斐閣、1986年5月、72-76頁、ISSN 04480791、NAID 40001755550。
- 保原喜志夫「パ-ト労働者への社会保険等の適用 (パ-トタイム労働の現状と課題<特集>)」『ジュリスト』第1021号、有斐閣、1993年4月、49-54頁、ISSN 04480791、NAID 40001758692。
- 保原喜志夫, プラデルジャン「総括 ―日本法から」『北大法学論集』第46巻第2号、北海道大学法学部、1995年9月、130-140頁、ISSN 0385-5953、NAID 120000964022。
- 保原喜志夫「日本側補充報告(1) 外国人の人権--社会法の観点から (シンポジウム 外国人の人権--日仏比較の観点から)」『北大法学論集』第46巻第6号、北海道大学法学部、1996年3月、1802-1804頁、ISSN 03855953、NAID 120000959838。
- 保原喜志夫「健康診断と法的問題--使用者の配慮・健康情報の管理等」『労働法学研究会報』第49巻第18号、総合労働研究所、1998年7月、1-26頁、ISSN 13425064、NAID 40003901601。
- 保原喜志夫「日本における労災補償システムの問題点」『天使大学紀要』第5巻、天使大学、2005年、19-37頁、ISSN 13464388、NAID 110004792840。
- 保原喜志夫「労働者の健康情報の管理について (特集 過重労働と健康情報の管理)」『季刊労働法』第209号、労働開発研究会、2005年、13-20頁、ISSN 03860620、NAID 40006811324。